# Alexander Mitchell Palmer

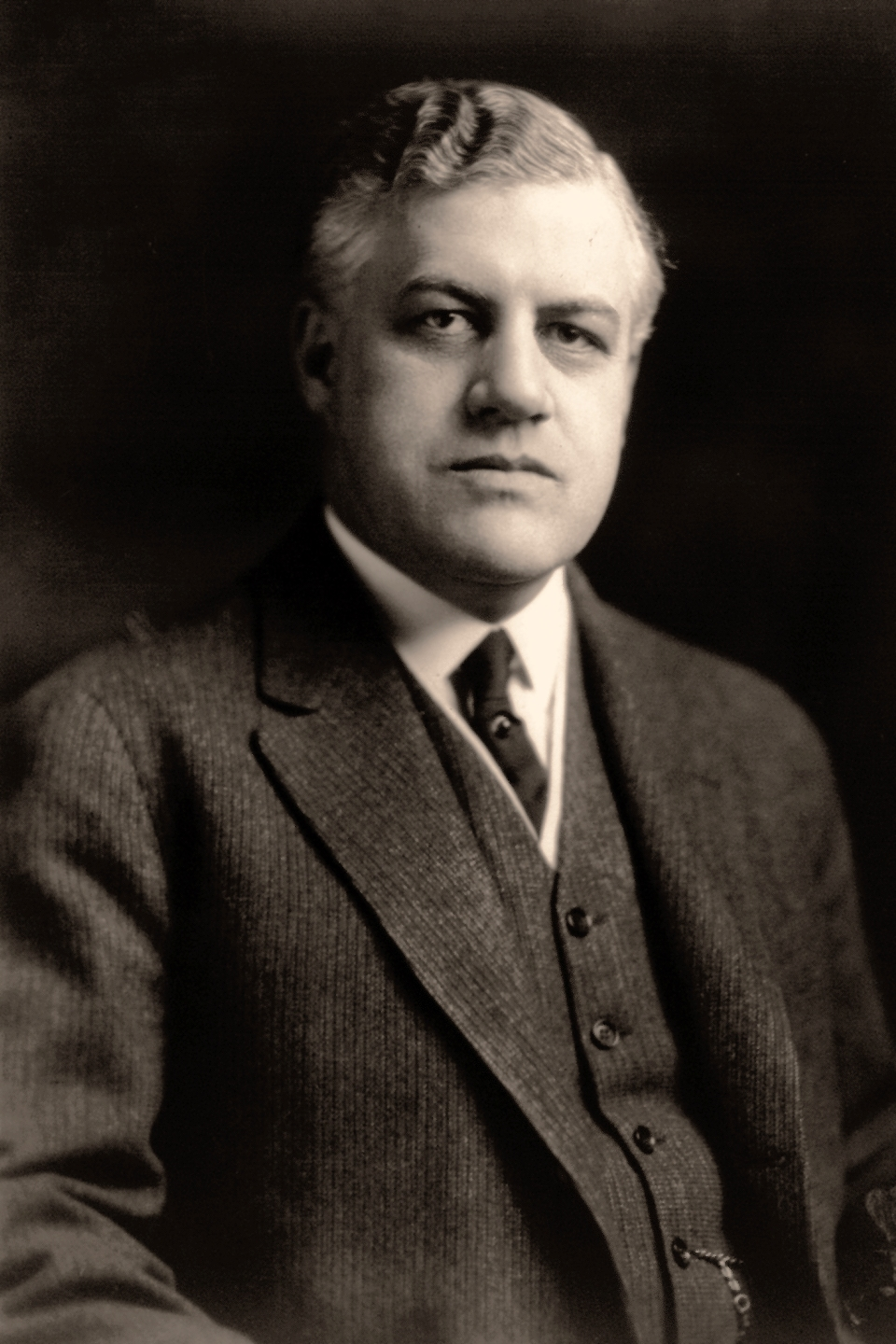
Alexander Mitchell Palmer

Alexander Mitchell Palmer (* 4. Mai 1872 bei White Haven, Luzerne County, Pennsylvania; † 11. Mai 1936 in Washington D.C.) war ein US-amerikanischer Anwalt und Politiker. Er war für die nach ihm benannten Palmer-Razzien (1919/1920) verantwortlich und hatte den Spitznamen „Der kämpfende Quäker“.

## Leben
Palmer wurde in Pennsylvania geboren. Er besuchte die öffentliche Schule in seinem Wohnbezirk und bereitete sich an der Moravian Parochial School in Bethlehem auf das College vor. Er machte 1891 am Swarthmore College seinen Abschluss und wurde 1892 zum Amtsstenographen des 43. Justizbezirks in Pennsylvania berufen.
Er studierte Jura, wurde 1893 Rechtsanwalt und praktizierte in Stroudsburg (PA). Palmer wurde Direktor verschiedener Banken und Mitglied des Democratic State executive committee of Pennsylvania. Er wurde als Mitglied der Demokraten in das Repräsentantenhaus der Vereinigten Staaten gewählt, dem er vom 4. März 1909 bis zum 3. März 1915 angehörte. Palmer war außerdem 1912 und 1916 Delegierter der Democratic National Convention und von 1912 bis 1920 Mitglied des Democratic National Committee.
Präsident Woodrow Wilson bot ihm den Posten des Kriegsministers an, aber Palmer lehnte aufgrund seiner pazifistischen Haltung ab. Stattdessen wurde er von Wilson am 22. Oktober 1917 zum Alien Property Custodian ernannt. Dieses Amt übte er bis zum 4. März 1919 aus, bevor er tags darauf Justizminister der USA (bis zum Ende der Amtszeit des Kabinetts Wilson am 4. März 1921) wurde.
Palmer war überzeugter Antikommunist. In seinen wirkungsvollen öffentlichen Reden gegen Sozialisten, Bolschewisten, Anarchisten und Einwanderern, denen er unterstellte, die amerikanische Gewerkschaftsbewegung unterwandern zu wollen, verwendete er häufig die Vokabel „red“. Die durch ihn mit ausgelöste erste Welle antikommunistischer Befürchtungen in den USA heißt daher Rote Angst. Am 2. Juni 1919 verübten Anarchisten um Luigi Galleani eine Serie von Briefbombenanschlägen in acht amerikanischen Städten, darunter auch auf Palmers Haus in Washington. Dabei starb der Bombenleger, Palmers Haus wurde geringfügig beschädigt. Vor dem Kongress argumentierte Palmer, es sei nötig, als gefährlich erachtete Ausländer ohne rechtsstaatliche Verfahren zu deportieren. In der Folge organisierte er Massenverhaftungen, die Palmer-Razzien, bei denen Tausende von tatsächlichen oder auch angeblichen Linksradikalen, darunter die russische Anarchistin Emma Goldman, festgenommen wurden. Von ihnen wurde aber nur ein kleiner Teil wirklich deportiert, da die Festnahmen mit so massiven Bürgerrechtsverletzungen einhergingen, dass die meisten Anklagen von den Gerichten verworfen wurden. Die Palmer-Razzien wurden für den Justizminister zu einer persönlichen Niederlage. Palmer behauptete schließlich sogar, die Kommunisten würden am 1. Mai 1920 einen Versuch starten, die Regierung der Vereinigten Staaten zu stürzen. Als aber nichts geschah, begann Palmers Stern zu sinken.
Seine Grundhaltung als Justizminister führte 1920 zur Kandidatur bei der Democratic National Convention. Weder er noch William Gibbs McAdoo, Finanzminister im Kabinett Wilson, konnten den Stillstand durchbrechen und die Nominierung ging an den als Außenseiter gehandelten Gouverneur von Ohio, James M. Cox.
Palmer, der sich nun auf dem Gebiet der Rechtswissenschaften in Washington und in Stroudsburg engagierte, starb am 11. Mai 1936 und wurde auf dem Laurelwood Cemetery in Stroudsburg beerdigt.